# 馬克·威廉斯 (心理學教授)
馬克·威廉斯（英語：J. Mark G. Williams，1952年—），牛津大學臨床心理學榮譽教授、榮譽高級研究員，亦是覺察認知療法的創建者之一。

## 生涯
馬克·威廉斯曾經擔任英國醫學研究委員會認知與腦科學中心的研究學者、班戈大學臨床心理學教授，並於1997年擔任班戈大學醫療和社會照顧研究院（Institute of Medical and Social Care Research, IMSCaR）的院長，以及內觀療法研究和訓練中心的執行長，協助創立牛津大學正念中心。他是英國心理學會，英國醫學科學院和英國國家學術院的院士。
馬克·威廉斯主要研究隱藏在憂鬱症及自殺行為背後的心理歷程，以及發展新的心理治療方式。

## 八週穿透情緒歷程
1. 發現新的生活態度
2. 尋找生活中的感動時刻
3. 理當愛自己，氣息轉換中面對不愉快
4. 施與受的心情
5. 原諒他，還是釋放自己
6. 三分鐘正念呼吸空檔練習
7. 仰望還是俯瞰
8. 行禪和無揀擇的旅程[8]

## 中文出版書籍
- 《是情緒糟，不是你很糟：穿透憂鬱的內觀力量》，在2011年出版，與約翰·蒂斯岱、辛德·西格爾及喬·卡巴金合著，繁體中文版由心靈工坊出版，ISBN 978-986-678-279-4
- 《正念：八週靜心計劃，找回心的喜悅》，在2011年出版，與丹尼·潘曼合著，繁體中文版由天下文化出版公司出版，並由吳茵茵譯，ISBN 978-986-320-092-5
- 《找回內心的寧靜：憂鬱症的正念認知療法（第二版）》，2015年，繁體中文版由心靈工坊出版，ISBN 978-986-357-037-0